# Carlo Lizzani
Carlo Lizzani (Roma; 3 de abril de 1922-Roma; 5 de octubre de 2013) fue un director de cine, actor, guionista y productor italiano.

## Biografía
Entre sus películas hay que recordar: Achtung! Banditi! (1951), Cronache di poveri amanti (1954), Il gobbo (1960), Il processo di Verona (1963), La vita agra (1964), Banditi a Milano (1968), Mussolini: último acto (1974), Prostitución de menores (1975), San Babila ore 20: un delitto inutile (1976), Fontamara (1977), Mamma Ebe (1985), Caro Gorbaciov (1988), Cattiva (1991), Celluloide (1995) y Hotel Meina (2007).
Realizó dos aportaciones al western europeo como director: Un fiume di dollari y Requiescant, en este último contó con la colaboración de Pier Paolo Pasolini y de los actores fetiche de este, Franco Citti y Ninetto Davoli.
Entre 1979 y 1982 dirigió el Festival de Cine de Venecia en Venecia. Fue miembro del jurado en el Festival de Berlín en 1994.

### Muerte
El 5 de octubre de 2013, a los 91 años, Lizzani, según apuntan varios medios, se quitó la vida tirándose de la ventana, desde el tercer piso donde vivía en la calle Gracchi de Roma.

## Filmografía
- Viaggio al sud, documental (1949)
- Via Emilia Km 147, documental (1949)
- Nel Mezzogiorno qualcosa è cambiato, documental (1950)
- Modena, città dell'Emilia Rossa, documental (1950)
- Achtung! Banditi! (1951)
- Ai margini della metropoli, con Massimo Mida (1952)

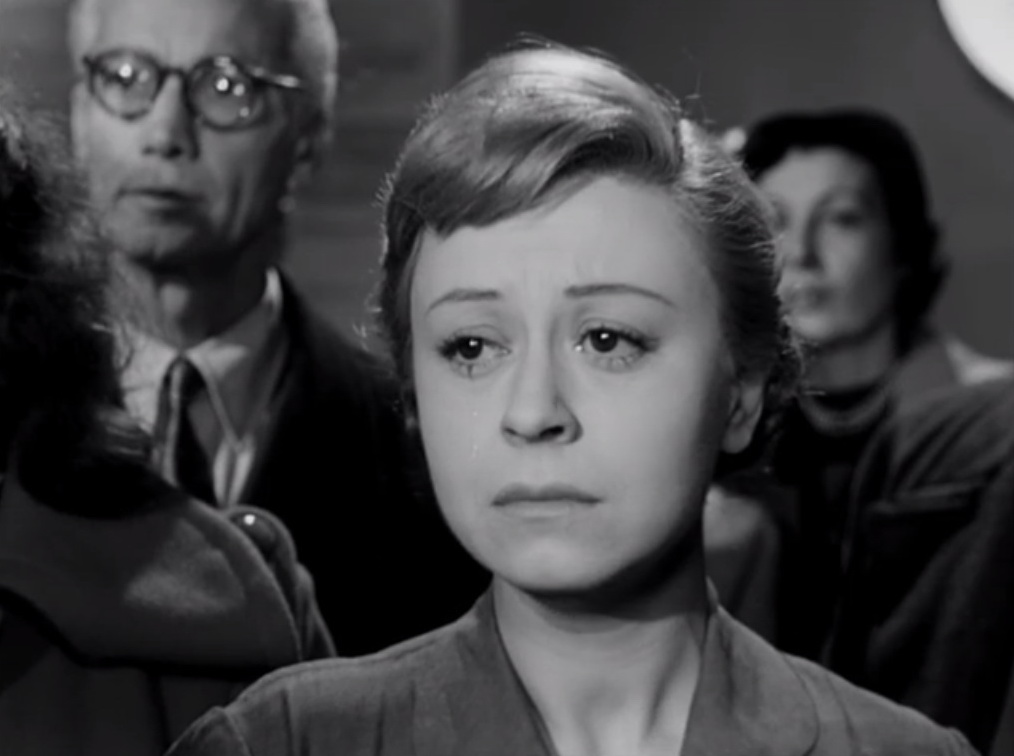
Giulietta Masina en un fotograma de Ai margini...

- L'amore in città, episodio L'amore che si paga (1953)
- Cronache di poveri amanti (1954).
- Lo svitato (1956)
- La muraglia cinese, documental (1958)
- Esterina (1959)
- Il gobbo (1960)
- Il carabiniere a cavallo (1961)
- L'oro di Roma (1961)
- Il processo di Verona (1963)
- La vita agra (1964)
- Amori pericolosi, episodio La ronda (1964)
- Thrilling, episodio L'autostrada del sole (1965).
- La Celestina P... R... (1965)
- La guerra segreta (1965)
- Frente al amor y la muerte (1966)
- Un fiume di dollari (1966)
- Requiescant (1967)
- Banditi a Milano (1968)
- L'amante di Gramigna (1969).
- Amore e rabbia, episodio L'indifferenza (1969)
- Barbagia (La società del malessere) (1969)
- Roma bene (1971)
- Torino nera (1972)
- Facce dell'Asia che cambia, documental (1973).
- Crazy Joe (1974)
- Mussolini: último acto (1974)
- Prostitución de menores (1975)
- San Babila ore 20 un delitto inutile (1976)
- Fontamara (1977)
- Kleinhoff hotel (1977)
- La casa del tappeto giallo (1983)
- L'addio a Enrico Berlinguer, documental (1984).
- Mamma Ebe (1985)
- Imago urbis, documental (1987)
- Caro Gorbaciov (1988)
- 12 registi por 12 città * 12 directores para 12 ciudades, episodio Cagliari (1989).
- Capitolium, con Francesco Lizzani, documental (1989).
- Cattiva (1991)
- Celluloide (1996)
- Luchino Visconti, documental (1999).
- Roberto Rossellini: Frammenti e battute, documental (2000).
- Un altro mondo è possibile, documental (2001)
- Operazione Appia Antica (2003)
- La passione di Angela (2005)
- Hotel Meina (2007)
- Scossa (2011), con Ugo Gregoretti, Francesco Maselli y Nino Russo.

## Premios y distinciones
Premios Óscar
| Año  | Categoría       | Película     | Resultado |
| ---- | --------------- | ------------ | --------- |
| 1951 | Mejor argumento | Arroz amargo | Nominado  |

Festival Internacional de Cine de Cannes
| Año  | Categoría            | Película                  | Resultado |
| ---- | -------------------- | ------------------------- | --------- |
| 1954 | Premio Internacional | Cronache di poveri amanti | Ganador   |

Festival Internacional de Cine de Venecia
| Año  | Categoría                                         | Película       | Resultado |
| ---- | ------------------------------------------------- | -------------- | --------- |
| 1988 | Medalla de oro del Presidente del Senado italiano | Dear Gorbachev | Ganador   |